# Pristimantis lutitus
Espèce
Synonymes
- Eleutherodactylus lutitus Lynch, 1984

Statut de conservation UICN

 EN  : En danger
Pristimantis lutitus est une espèce d'amphibiens de la famille des Craugastoridae.

## Répartition
Cette espèce est endémique du département de Santander en Colombie. Elle se rencontre à Charalá entre 1 750 et 2 400 m d'altitude dans la cordillère Orientale.

## Publication originale
- Lynch, 1984 : New frogs (Leptodactylidae: Eleutherodactylus) from cloud forest of northern Cordillera Oriental, Colombia. Contributions in Biology and Geology, Milwaukee Public Museum, vol. 60, p. 1-19.